# Ctenium brevispicatum
Ctenium brevispicatum là một loài thực vật có hoa trong họ Hòa thảo. Loài này được J.G.Sm. mô tả khoa học đầu tiên năm 1896.